# Manuel Marani
Manuel Marani (ur. 7 czerwca 1984 w Borgo Maggiore) – sanmaryński piłkarz występujący na pozycji napastnika, reprezentant San Marino w latach 2005–2012.

## Kariera klubowa
Wychowanek klubu San Marino Calcio. W sezonie 2001/02 został włączony do kadry pierwszego zespołu i zaliczył jeden mecz w Serie D. W dalszej części kariery występował w klubach sanmaryńskich: SP Tre Fiori, SS Murata i SP Tre Penne oraz we włoskich zespołach z niższych kategorii rozgrywkowych. Jako gracz SS Murata wywalczył w sezonie 2007/08 mistrzostwo San Marino i krajowy puchar. W 2018 roku, w wyniku wybuchu tzw. afery calcioscommese, otrzymał od FSGC karę grzywny i zawieszenia na 10 miesięcy za udział w zakładach bukmacherskich.

## Kariera reprezentacyjna
W latach 2005–2012 zanotował 33 występy w reprezentacji San Marino, w których zdobył 2 bramki. Jest drugim, po Andy Selvie, najskuteczniejszym piłkarzem w historii drużyny narodowej.

### Bramki w reprezentacji
| Lp. | Data             | Miejsce                        | Przeciwnik | Bramka | Rezultat | Ranga meczu                       |
| --- | ---------------- | ------------------------------ | ---------- | ------ | -------- | --------------------------------- |
| 1.  | 7 lutego 2007    | Stadion Olimpijski, Serravalle | Irlandia   | 1:1    | 1:2      | Eliminacje Mistrzostw Europy 2008 |
| 2.  | 14 sierpnia 2012 | Stadion Olimpijski, Serravalle | Malta      | 1:0    | 2:3      | Mecz towarzyski                   |

## Życie prywatne
Jego ojciec Marino Marani (1952–2019) był piłkarzem SP Tre Fiori i SS Serenissima oraz sędzią w Campionato Sammarinese.

## Sukcesy
SS Murata
- mistrzostwo San Marino: 2007/08
- Puchar San Marino: 2007/08